# Chwahan (powiat)
Chwahan (pers.: شهرستان خواهان) – powiat w północno-wschodnim Afganistanie, nad rzeką Amu-daria.
Jest ośrodkiem administracyjnym prowincji Badachszan. W 2021 roku liczył ponad 19 tys. mieszkańców.